# Олдензал
О́лдензал (нидерл. Oldenzaal [ˈɔɫdə(n)ˌzaːɫ], нидерл. н.-сакс. Oldenzel) — город и община в Нидерландах, в провинции Оверэйсел.

## История
Город получил права в 1249 году и затем вошёл в Ганзу.

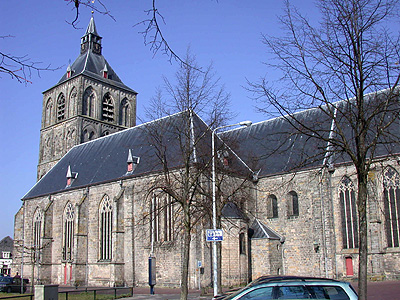
Церковь в Олдензале

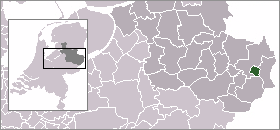
Расположение общины Олдензал на карте Нидерландов